# سامی چپمن
سامی چپمن (انگلیسی: Sammy Chapman; ۱۶ فوریهٔ ۱۹۳۸ – ۲۴ ژوئیهٔ ۲۰۱۹) بازیکن فوتبال اهل ایرلند شمالی بود.
از باشگاه‌هایی که در آن بازی کرده‌است می‌توان به باشگاه فوتبال شامروک روفرز، باشگاه فوتبال گلنتوران، باشگاه فوتبال پورتسموث، و باشگاه فوتبال منزفیلد تاون اشاره کرد. وی در فهرست تیم ملی فوتبال ایرلند شمالی در جام جهانی فوتبال ۱۹۵۸ قرار داشت اما به کشور سوئد سفر نکرد.